# Yábar
Yábar (Ihabar en euskera y de forma oficial) es una localidad y un concejo del municipio de Araquil, situado en la Merindad de Pamplona, en la comarca de La Barranca y a 29 km de la capital de la comunidad, Pamplona en la Comunidad Foral de Navarra, España. Su población en 2014 fue de 122 habitantes (INE), su superficie es de 4,99 km² y su densidad de población es de 24,45 hab/km².

## Geografía física

### Situación
La localidad de Yábar está situada en la parte occidental del municipio de Araquil el cual a su vez se ubica en la parte noroeste de la Comunidad Foral de Navarra entre las sierras de Andía y Aralar, a una altitud de 464 m s. n. m. Su término concejil tiene una superficie de 4,99 km² y limita al norte con Villanueva de Araquil; al este con Satrústegui; al sur con la monte de San Donato en la Sierra de Andía y al oeste con Murguindueta y el municipio de Irañeta.

## Demografía

### Evolución de la población
| Gráfica de evolución demográfica de Yábar entre 2000 y 2014 |
|                                                             |
| Datos según el nomenclátor publicados por el INE.           |